# Mandjock
Mandjock est un village de la région du Centre du Cameroun, situé dans la commune de Bot-Makak. 

## Population et développement
La population de Mandjock est de 110 habitants lors du recensement de 2005. La population est constituée pour l’essentiel de Bassa.  